# La Capelle-Bonance
La Capelle-Bonance település Franciaországban, Aveyron megyében. Lakosainak száma 91 fő (2022. január 1.). La Capelle-Bonance Campagnac, Pomayrols, Saint-Laurent-d’Olt, Saint-Saturnin-de-Lenne és Saint-Geniez-d'Olt-et-d'Aubrac községekkel határos.

## Népesség
A település népessége az elmúlt években az alábbi módon változott:
| Lakosok száma | 202  | 139  | 129  | 89   | 99   | 93   | 83   | 83   | 83   | 91   |
|               | 1968 | 1982 | 1990 | 2006 | 2013 | 2015 | 2017 | 2019 | 2020 | 2022 |